# Tomaspisina frontalis
Tomaspisina frontalis är en insektsart som först beskrevs av Walker 1858.  Tomaspisina frontalis ingår i släktet Tomaspisina och familjen spottstritar. Inga underarter finns listade i Catalogue of Life.